# Očakivský rajón
Očakivský rajón (ukrajinsky Очаківський район) byl rajón v Mykolajivské oblasti na Ukrajině. Hlavním městem byl Očakiv a rajón měl přibližně 15 tisíc obyvatel. 

## Sídla v rajónu
- Očakiv